# نانا واسکونسلوس
نانا واسکونسلوس (انگلیسی: Naná Vasconcelos; ۲ اوت ۱۹۴۴ – ۹ مارس ۲۰۱۶) موسیقی‌دان، خواننده و ترانه‌سرا اهل برزیل بود. وی بین سال‌های ۱۹۷۳ تا ۲۰۱۶ میلادی فعالیت می‌کرد.